# Alejandro Santo Domingo
Alejandro Santo Domingo Dávila (Nueva York, 13 de febrero de 1977) es un empresario colombo-estadounidense. Administra Valorem, el conglomerado de su familia, cuyo patrimonio neto estimado por Forbes es de 2.600 millones de dólares a mayo de 2023. 
Es miembro del directorio de varias empresas y organizaciones, como Cervecería Bavaria, Caracol Televisión, El Espectador, la Wildlife Conservation Society, el Museo Metropolitano de Arte, el Museo Británico y la Barefoot Foundation. Santo Domingo también posee una participación minoritaria en los Washington Commanders de la National Football League (NFL). Está casado con la socialité británica Lady Charlotte Wellesley.

## Biografía
Santo Domingo nació el 13 de febrero de 1977 en la ciudad de Nueva York. Es hijo del multimillonario colombiano Julio Mario Santo Domingo y su segunda esposa, la socialité colombiana Beatrice Dávila. Es hermano de Andrés Santo Domingo Dávila y medio hermano de Julio Mario Santo Domingo Braga, quien era hijo único de Julio Mario Santo Domingo y su primera esposa, la socialité brasileña Edyala Braga. Fue educado en la Escuela Hotchkiss y luego obtuvo una licenciatura en historia de la Universidad de Harvard. Santo Domingo tiene nacionalidad estadounidense, colombiana y española.

### Trayectoria
Su trabajo se centra en la gestión de Valorem, el conglomerado de su familia. También es director general de Quadrant Capital Advisors, miembro del comité de finanzas de AB InBev, presidente de Cervecería Bavaria, director de la cadena colombiana Caracol Televisión y del periódico El Espectador, presidente de Wildlife Conservation Society y miembro de la junta directiva del Museo Metropolitano del Arte, DKMS, WNET, Mount Sinai Health System, el Museo Británico y la Barefoot Foundation.
En 2023, Domingo y algunos miembros de su familia fueron inversores en un grupo liderado por Josh Harris que compró los Washington Commanders, un equipo de fútbol americano perteneciente a la Liga Nacional de Fútbol Americano (NFL), por 6.050 millones de dólares. El acuerdo fue el precio más alto jamás pagado por un equipo deportivo.